# 기쿄가오카역
기쿄가오카역(일본어: 桔梗が丘駅)은 일본 미에현 나바리시에 위치한 긴키 닛폰 철도 오사카 선의 철도역이다. 역 번호는 D 50이며, 상대식 승강장 2면 2선의 구조를 갖춘 지상역이다.

## 타는 곳
| 1 | D 오사카 선 | 하행 | 이세나카가와 · 마쓰사카 · 우지야마다 · 가시코지마 · 쓰 · 나고야 방면                  |
| 2 | D 오사카 선 | 상행 | 나바리 · 야마토야기 · 오사카우에혼마치 · 오사카난바 · 고베산노미야 · 나라 · 교토 방면 |

## 이용 현황
| 연도   | 1일 평균 승차 인원 |
| ------ | ------------------ |
| 1997년 | 7,170              |
| 1998년 | 7,020              |
| 1999년 | 6,779              |
| 2000년 | 6,567              |
| 2001년 | 6,219              |
| 2002년 | 5,793              |
| 2003년 | 5,435              |
| 2004년 | 5,209              |
| 2005년 | 4,979              |
| 2006년 | 4,770              |
| 2007년 | 4,642              |
| 2008년 | 4,774              |
| 2009년 | 4,227              |
| 2010년 | 4,134              |
| 2011년 | 3,945              |
| 2012년 | 3,703              |
| 2013년 | 3,616              |
| 2014년 | 3,407              |
| 2015년 | 3,387              |

## 역 주변
- 국도 제165호선 · 국도 제368호선
- 기쿄가오카 주택지
- 긴테쓰 플라자 기쿄가오카

## 인접 역
| 긴키 닛폰 철도 오사카 선         | 긴키 닛폰 철도 오사카 선 | 긴키 닛폰 철도 오사카 선     |
| -------------------------------- | ------------------------ | ---------------------------- |
| D49 나바리 오사카우에혼마치 방면 | D 오사카 선              | 미하타 D51 이세나카가와 방면 |